# Associazione Calcio Reggiana 1969-1970
Questa voce raccoglie le informazioni riguardanti l'Associazione Calcio Reggiana nelle competizioni ufficiali della stagione 1969-1970.

## La stagione
Nella stagione 1969-1970 la Reggiana disputa il campionato di Serie B, con 33 punti in classifica si piazza 18ª e retrocede in Serie C per peggior differenza reti con Atalanta Catanzaro e Taranto che hanno ottenuto gli stessi punti dei granata. Retrocedono anche Piacenza con 32 punti ed il Genoa con 29 punti. Salgono in Serie A il Varese con 49 punti e la coppia Foggia e Catania con 48 punti.
Al via del torneo cadetto la Reggiana non nasconde le ambizioni di puntare alla serie A. In società entra anche Raniero Lombardini, dell'omonima famiglia industriale metalmeccanica reggiana, ad affiancare il triunvirato formato da Visconti, Lari e Degola, che diventa così un quadrunvirato.   

Il neoacquisto Franco Galletti, punto fermo della squadra per gli anni a venire.

Se ne vanno Silvio Zanon al Catania, Mario Manera al Genoa, Antonio Toffanin e Giambattista Pienti al Bari, mentre i giovani Andrea Orlandini e Sileno Passalacqua ritornano alla Fiorentina. Dal mercato arrivano l'attaccante Franco Galletti dal Bari neo promosso in A, la mezzala Mauro Nardoni dal Brescia anch'esso neopromosso, i giovani Roberto Stefanello, Sergio Zuccheri e Aldo Dalla Turca, mentre ritorna dal Catania l'ex Silvio Zanon. Dante Crippa che aveva deciso di appendere le scarpette al chiodo, alla fine decide di restare ma non ripeterà le stagioni precedenti.
A campionato iniziato Renzo Ragonesi e Lamberto Boranga vengono ceduti al Brescia, dai lombardi a Reggio arriva il centravanti Walter Frisoni. Più tardi viene prelevato il difensore Valeriano Barbiero dal Padova. La Reggiana stenta, manca un centravanti vero, Franco Galletti non lo è, e un portiere che non faccia rimpiangere Lamberto Boranga. Nel ritorno la Reggiana subisce molte sconfitte. Quando si riprende con le vittorie interne contro Genoa ed Atalanta, ormai è tardi. Servirebbe un successo esterno nell'ultima giornata col Catanzaro, ma è un pareggio in bianco, e per la differenza di un gol coi calabresi i granata scivolano in serie C.

## Divise
| Prima divisa |

## Rosa
| N. |                   | Ruolo | Calciatore         |
| -- | ----------------- | ----- | ------------------ |
|    | Italia (bandiera) | P     | Enrico Bastiani    |
|    | Italia (bandiera) | D     | Valeriano Barbiero |
|    | Italia (bandiera) | D     | Orlando Bertini    |
|    | Italia (bandiera) | P     | Lamberto Boranga   |
|    | Italia (bandiera) | C     | Angelo Borghi      |
|    | Italia (bandiera) | P     | Armando Buffon     |
|    | Italia (bandiera) | A     | Claudio Ciceri     |
|    | Italia (bandiera) | A     | Dante Crippa       |
|    | Italia (bandiera) | A     | Aldo Dallaturca    |
|    | Italia (bandiera) | D     | Romano Donzelli    |
|    | Italia (bandiera) | A     | Giovanni Fanello   |
|    | Italia (bandiera) | A     | Walter Frisoni     |
|    | Italia (bandiera) | C     | Franco Galletti    |

| N. |                   | Ruolo | Calciatore          |
| -- | ----------------- | ----- | ------------------- |
|    | Italia (bandiera) | D     | Bruno Giorgi        |
|    | Italia (bandiera) | D     | Giampiero Grevi     |
|    | Italia (bandiera) | C     | Diego Martinello    |
|    | Italia (bandiera) | A     | Mauro Nardoni       |
|    | Italia (bandiera) | C     | Giuseppe Picella    |
|    | Italia (bandiera) | C     | Viscardo Porcari    |
|    | Italia (bandiera) | C     | Renzo Ragonesi      |
|    | Italia (bandiera) | A     | Giampietro Spagnolo |
|    | Italia (bandiera) | D     | Roberto Stefanello  |
|    | Italia (bandiera) | C     | Giorgio Vignando    |
|    | Italia (bandiera) | C     | Silvio Zanon        |
|    | Italia (bandiera) | C     | Sergio Zuccheri     |

## Risultati

### Serie B

#### Girone di andata
| Arbitro: | Serafino (Roma) |

|             |           |                 |
| Piccioni 1’ | Marcatori | 43’ Passalacqua |

| Arbitro: | De Robbio (Torre Annunziata) |

|             |           |                 |
| Nardoni 36’ | Marcatori | 22’ Facchinetti |

| Arezzo 28 settembre 1969 3ª giornata | Arezzo           | 0 – 0 | Reggiana | Stadio Comunale\| Arbitro: \| Di Tonno (Lecce) \| |
| Arbitro:                             | Di Tonno (Lecce) |       |          |                                                   |

| Arbitro: | Motta (Monza) |

|                      |           |  |
| D. Crippa 72’ (rig.) | Marcatori |  |

| Arbitro: | Gussoni (Tradate) |

|           |           |             |
| Marmo 55’ | Marcatori | 15’ Fanello |

| Reggio Emilia 19 ottobre 1969 6ª giornata | Reggiana          | 0 – 0 | Piacenza | Stadio Mirabello\| Arbitro: \| Bianchi (Firenze) \| |
| Arbitro:                                  | Bianchi (Firenze) |       |          |                                                     |

| Monza 26 ottobre 1969 7ª giornata | Monza              | 0 – 0 | Reggiana | Stadio Gino Alfonso Sada\| Arbitro: \| Possagno (Treviso) \| |
| Arbitro:                          | Possagno (Treviso) |       |          |                                                              |

| Arbitro: | Acernese (Roma) |

|           |           |            |
| Zanon 67’ | Marcatori | 38’ Morini |

| Arbitro: | Mascali (Desenzano del Garda) |

|                    |           |  |
| Mola 26’ Bigon 43’ | Marcatori |  |

| Arbitro: | Trono (Torino) |

|                           |           |                      |
| Fanello 31’ D. Crippa 49’ | Marcatori | 80’ (rig.) Meregalli |

| Arbitro: | Panzino (Catanzaro) |

|               |           |  |
| Gualtieri 36’ | Marcatori |  |

| Reggio Emilia 7 dicembre 1969 12ª giornata | Reggiana          | 0 – 0 | Reggina | Stadio Mirabello\| Arbitro: \| Toselli (Cormons) \| |
| Arbitro:                                   | Toselli (Cormons) |       |         |                                                     |

| Reggio Emilia 14 dicembre 1969 13ª giornata | Reggiana         | 0 – 0 | Catania | Stadio Mirabello\| Arbitro: \| Branzoni (Pavia) \| |
| Arbitro:                                    | Branzoni (Pavia) |       |         |                                                    |

| Arbitro: | Calì (Roma) |

|                      |           |                         |
| Salvemini 56’ (rig.) | Marcatori | 30’ Nardoni 75’ Picella |

| Taranto 28 dicembre 1969 15ª giornata | Taranto                      | 0 – 0 | Reggiana | Stadio Salinella\| Arbitro: \| De Robbio (Torre Annunziata) \| |
| Arbitro:                              | De Robbio (Torre Annunziata) |       |          |                                                                |

| Arbitro: | Picasso (Chiavari) |

|               |           |              |
| D. Crippa 80’ | Marcatori | 84’ Tomeazzi |

| Arbitro: | Pieroni (Roma) |

|                |           |  |
| Mascheroni 17’ | Marcatori |  |

| Arbitro: | Possagno (Treviso) |

|                              |           |  |
| Traspedini 58’ Novellini 76’ | Marcatori |  |

| Arbitro: | Porcelli (Lodi) |

|             |           |             |
| Frisoni 89’ | Marcatori | 21’ Busatta |

#### Girone di ritorno
| Arbitro: | Ciacci (Firenze) |

|  |           |          |
|  | Marcatori | 58’ Rasi |

| Arbitro: | D'Agostini (Roma) |

|                |           |             |
| R. Merighi 50’ | Marcatori | 53’ Frisoni |

| Reggio Emilia 15 febbraio 1970 22ª giornata | Reggiana          | 0 – 0 | Arezzo | Stadio Mirabello\| Arbitro: \| Vacchini (Milano) \| |
| Arbitro:                                    | Vacchini (Milano) |       |        |                                                     |

| Pisa 22 febbraio 1970 23ª giornata | Pisa             | 0 – 0 | Reggiana | Stadio Arena Garibaldi\| Arbitro: \| Branzoni (Pavia) \| |
| Arbitro:                           | Branzoni (Pavia) |       |          |                                                          |

| Reggio Emilia 1º marzo 1970 24ª giornata | Reggiana         | 0 – 0 | Cesena | Stadio Mirabello\| Arbitro: \| Torelli (Milano) \| |
| Arbitro:                                 | Torelli (Milano) |       |        |                                                    |

| Arbitro: | Lattanzi (Roma) |

|              |           |  |
| Fracassa 26’ | Marcatori |  |

| Arbitro: | Possagno (Treviso) |

|  |           |            |
|  | Marcatori | 79’ Trebbi |

| Arbitro: | Di Tonno (Lecce) |

|                          |           |           |
| Nuti 20’, 70’ Braida 30’ | Marcatori | 82’ Zanon |

| Reggio Emilia 5 aprile 1970 28ª giornata | Reggiana            | 0 – 0 | Foggia | Stadio Mirabello\| Arbitro: \| Francescon (Padova) \| |
| Arbitro:                                 | Francescon (Padova) |       |        |                                                       |

| Terni 12 aprile 1970 29ª giornata | Ternana           | 0 – 0 | Reggiana | Stadio Libero Liberati\| Arbitro: \| Vacchini (Milano) \| |
| Arbitro:                          | Vacchini (Milano) |       |          |                                                           |

| Arbitro: | Mascali (Desenzano del Garda) |

|              |           |                           |
| Galletti 42’ | Marcatori | 28’ Badiani 36’ Gualtieri |

| Arbitro: | Toselli (Cormons) |

|                         |           |                          |
| Vallongo 23’ Grossi 71’ | Marcatori | 35’ Spagnolo 73’ Picella |

| Arbitro: | Bernardis (Latina) |

|                          |           |  |
| Bonfanti 71’ (rig.), 87’ | Marcatori |  |

| Arbitro: | Monti (Ancona) |

|                                 |           |                    |
| D. Crippa 14’ Galletti 75’, 79’ | Marcatori | 10’, 88’ Ciclitira |

| Reggiana 17 maggio 1970 34ª giornata | Reggiana         | 0 – 0 | Taranto | Stadio Mirabello\| Arbitro: \| Torelli (Milano) \| |
| Arbitro:                             | Torelli (Milano) |       |         |                                                    |

| Arbitro: | Motta (Monza) |

|            |           |              |
| Danova 61’ | Marcatori | 50’ Galletti |

| Arbitro: | Gonella (Torino) |

|                      |           |  |
| D. Crippa 38’ (rig.) | Marcatori |  |

| Arbitro: | Giunti (Arezzo) |

|                                   |           |  |
| Spagnolo 50’ D. Crippa 79’ (rig.) | Marcatori |  |

| Catanzaro 14 giugno 1970 38ª giornata | Catanzaro         | 0 – 0 | Reggiana | Stadio Militare\| Arbitro: \| Angonese (Mestre) \| |
| Arbitro:                              | Angonese (Mestre) |       |          |                                                    |

### Coppa Italia girone 9
| Arbitro: | Angonese (Mestre) |

|                            |           |  |
| G. Savoldi 59’ Mujesan 71’ | Marcatori |  |

| Arbitro: | Gialluisi (Barletta) |

|                          |           |                     |
| Ragonesi 21’ Fanello 36’ | Marcatori | 3’ Roffi 14’ Ronchi |

| Arbitro: | Beretta (Milano) |

|  |           |              |
|  | Marcatori | 27’ Ferrario |

## Statistiche

### Statistiche di squadra
| Competizione | Punti | In casa | In casa | In casa | In casa | In casa | In casa | In trasferta | In trasferta | In trasferta | In trasferta | In trasferta | In trasferta | Totale | Totale | Totale | Totale | Totale | Totale | DR  |
| Competizione | Punti | G       | V       | N       | P       | Gf      | Gs      | G            | V            | N            | P            | Gf           | Gs           | G      | V      | N      | P      | Gf     | Gs     | DR  |
| ------------ | ----- | ------- | ------- | ------- | ------- | ------- | ------- | ------------ | ------------ | ------------ | ------------ | ------------ | ------------ | ------ | ------ | ------ | ------ | ------ | ------ | --- |
| Serie B      | 33    | 19      | 5       | 11      | 3       | 14      | 11      | 19           | 1            | 10           | 8            | 8            | 20           | 38     | 6      | 21     | 11     | 22     | 31     | -9  |
| Coppa Italia | 1     | 2       | 0       | 1       | 1       | 2       | 3       | 1            | 0            | 0            | 1            | 0            | 2            | 3      | 0      | 1      | 2      | 2      | 5      | -3  |
| Totale       |       | 21      | 5       | 12      | 4       | 16      | 14      | 20           | 1            | 10           | 9            | 8            | 22           | 41     | 6      | 22     | 13     | 24     | 36     | -12 |

### Statistiche dei giocatori
| Giocatore     | Serie B  | Serie B | Coppa Italia | Coppa Italia | Totale   | Totale |
| Giocatore     | Presenze | Reti    | Presenze     | Reti         | Presenze | Reti   |
| ------------- | -------- | ------- | ------------ | ------------ | -------- | ------ |
| E. Bastiani   | 33       | -26     | ?            | ?            | 33+      | -26+   |
| V. Barbiero   | 18       | 0       | ?            | ?            | 18+      | 0+     |
| O. Bertini    | 36       | 0       | ?            | ?            | 36+      | 0+     |
| L. Boranga    | 1        | -2      | ?            | ?            | 1+       | -2+    |
| A. Borghi     | 1        | 0       | ?            | ?            | 1+       | 0+     |
| A. Buffon     | 4        | -3      | ?            | ?            | 4+       | -3+    |
| C. Ciceri     | 7        | 0       | ?            | ?            | 7+       | 0+     |
| D. Crippa     | 31       | 6       | ?            | ?            | 31+      | 6+     |
| A. Dallaturca | 10       | 0       | ?            | ?            | 10+      | 0+     |
| R. Donzelli   | 15       | 0       | ?            | ?            | 15+      | 0+     |
| G. Fanello    | 22       | 2       | ?            | ?            | 22+      | 2+     |
| W. Frisoni    | 18       | 2       | ?            | ?            | 18+      | 2+     |
| F. Galletti   | 31       | 4       | ?            | ?            | 31+      | 4+     |
| B. Giorgi     | 38       | 0       | ?            | ?            | 38+      | 0+     |
| G. Grevi      | 20       | 0       | ?            | ?            | 20+      | 0+     |
| D. Martinello | 1        | 0       | ?            | ?            | 1+       | 0+     |
| M. Nardoni    | 20       | 2       | ?            | ?            | 20+      | 2+     |
| G. Picella    | 32       | 2       | ?            | ?            | 32+      | 2+     |
| V. Porcari    | 6        | 0       | ?            | ?            | 6+       | 0+     |
| R. Ragonesi   | 7        | 0       | ?            | ?            | 7+       | 0+     |
| G. Spagnolo   | 21       | 2       | ?            | ?            | 21+      | 2+     |
| R. Stefanello | 1        | 0       | ?            | ?            | 1+       | 0+     |
| G. Vignando   | 26       | 0       | ?            | ?            | 26+      | 0+     |
| S. Zanon      | 33       | 2       | ?            | ?            | 33+      | 2+     |
| S. Zuccheri   | 18       | 0       | ?            | ?            | 18+      | 0+     |